# Yukiaki Okabe
Yukiaki Okabe (japonès: 岡部幸明)  (Takatsuki, 24 d'abril de 1941 - prefectura d'Ōsaka, 26 de gener de 2018) fou un nedador japonès, especialista en estil lliure, que va competir durant la dècada de 1960.
El 1964 va prendre part en els Jocs Olímpics d'Estiu de Tòquio, on disputà cinc proves del programa de natació. Guanyà la medalla de bronze en els 4x200 metres lliures, formant equip amb Makoto Fukui, Kunihiro Iwasaki i Toshio Shoji. En els 4x100 metres lliures fou quart i en els 4x100 metres estils cinquè. El 1963 aconseguí el rècord del món dels 4x200 metres lliures.